# Gare de Snartemo
La gare de Snartemo est une gare ferroviaire norvégienne de la ligne du Sørland, elle est située au village de Snartemo sur le territoire de la commune de Hægebostad dans le comté d'Agder. 
Elle est mise en service en 1943.
C'est une halte sans personnel de la Norges Statsbaner (NSB),avec arrêt du train sur demande d'un voyageur à bord ou sur le quai.

## Situation ferroviaire
Établie à 152 mètres d'altitude, la gare de Snartemo est située au point kilométrique (PK) 428,85 de la ligne du Sørland, entre les gares ouvertes d'Audnedal et de Storekvina.

## Histoire
La gare est mise en service en 1943 lors de l'ouverture de la section de la ligne du Sørland jusqu'à gare de Moi.

## Service des voyageurs

### Accueil
C'est une halte sans personnel de la Norges Statsbaner (NSB), pour que  les trains s'arrêtent à Snartemo il faut qu'il y ait des passagers sur le quai lorsque le train arrive car si le conducteur ne voit aucun passager sur le quai et qu'aucun passager à bord n'a indiqué qu'il descendait à Snartemo, le train continue sa route sans s'arrêter.

### Intermodalité
Snartemo est le point de départ de nombre de personnes souhaitant parcourir la Norvège à ski. Il y a 2 400 km de Snartemo au Cap Nord.